# Florejachs
Florejachs (en catalán y oficialmente Florejacs[cita requerida]) es una localidad española de la provincia de Lérida, en Cataluña. Perteneciente al término municipal de Torreflor (al cual da en parte el nombre), está ubicado en la comarca de La Segarra. Tiene dos castillos, el de Sitjas (Les Sitges) que está fuera del pueblo y el de Florejachs que está dentro; ambos son habitables.

## Geografía humana

### Demografía
| Gráfica de evolución demográfica de Florejachs entre 1842 y 1970 |
| |
| Población de derecho según los censos de población del INE Población de hecho según los censos de población del INEEntre el censo de 1857 y el anterior, crece el término del municipio porque incorpora a 255185 (Gra), 255277 (Palau de Sanahuja), 255324 (Salvanera), 255334 (Sant Martí de la Morana), 255348 (Sitjas) Entre el censo de 1981 y el anterior, este municipio desaparece porque se agrupa en el municipio 25907 (Torreflor) |